# Paul Pisk
Paul Amadeus Pisk (né le 16 mai 1893 à Vienne – mort le 12 janvier 1990 à Los Angeles) est un compositeur autrichien, naturalisé américain. Il s’est installé aux États-Unis en 1936.

## Œuvres
Compositions :
- Der große Regenmacher, 1931 (szenisches Ballett)
- Schattenseite, 1931 (Monodrame)
- Passacaglia for orchestra
- Quatuor à cordes op. 8 (1924-25)

## Publications
- PA Pisk, « Max Reger, Briefwechsel mit Herzog Georg II von Sachsen-Meiningen », Journal of the American Musicological Society, Vol. 3, no 2,149-151. Summer, 1950.
- PA Pisk, « Subdivision of Tones: A Modern Music Theory and Philosophy », Bulletin of the American Musicological Society, 1942, Vol. 36.
- PA Pisk, « The Fugue Themes in Bach's Well-Tempered Clavier », Bulletin of the American Musicological Society,  no 8 (Oct. 1945).